# Лула (Мисисипи)
Лула (енгл. Lula) град је у америчкој савезној држави Мисисипи.

## Демографија
По попису из 2010. године број становника је 298, што је 72 (-19,5%) становника мање него 2000. године.
| Група             | 2000.       | 2010.       |
| Белци             | 73 (19,7%)  | 55 (18,5%)  |
| Афроамериканци    | 286 (77,3%) | 232 (77,9%) |
| Азијати           | 7 (1,9%)    | 6 (2,0%)    |
| Хиспаноамериканци | 0 (0,0%)    | 3 (1,0%)    |
| Укупно            | 370         | 298         |